# Γ-Terpinen
γ-Terpinen ist eine natürlich vorkommende chemische Verbindung, im reinen Zustand ein farbloses, kiefernartig duftendes Öl, das in vielen ätherischen Ölen, insbesondere von Zitrusfrüchten und Gewürzpflanzen enthalten ist. Chemisch ist es ein cyclischer monoterpener Kohlenwasserstoff mit dem Grundgerüst des p-Menthan und ist isomer mit anderen Terpinenen. Vom α-Terpinen unterscheidet es sich durch ein weniger zitronenartiges, weicheres Aroma. γ-Terpinen wirkt antimikrobiell und entzündungshemmend. Es kann aus p-Cymol hergestellt werden und oxidiert an der Luft zu diesem. γ-Terpinen hemmt die Enzyme Acetylcholinesterase und Aldose-Reduktase.

## Vorkommen
Außer im ätherischen Zitronenöl und im Öl der Limetten und Mandarine kommt γ-Terpinen u. a. im Öl von Kümmel, Kreuzkümmel, Ajowan, Steinminze, Teebaum, Estragon, Blauen Eukalyptus, Koriander, Majoran, Winter-Bohnenkraut, im Thymianöl, Bergamottöl, Blättern der Zeder, Oregano, der Muskatnuss und im Wacholder vor.